# DARPASAT
DARPASATfue un satélite artificial experimental del Departamento de Defensa de los Estados Unidos lanzado el 13 de marzo de 1994 mediante un cohete Taurus desde la base aérea de Vandenberg. El bus fue diseñado, construido e integrado con la carga útil del Departamento de Defensa por la empresa Ball Aerospace.

## Objetivos
La misión del satélite consistió en probar nuevas tecnologías y en demostrar la factibilidad de un satélite y un lanzador de bajo coste, alta eficiencia y de rápida puesta en funcionamiento.

## Características
DARPASAT llevaba un receptor GPS y una procesadora de datos para realizar pruebas tecnológicas. Se estabilizaba mediante giro y se orientaba mediante un sistema de navegación inercial.
El satélite fue diseñado para realizar una demostración tecnológica de un año de duración en el espacio, y la esperanza de vida de la nave fue calculada en tres años. Sin embargo, mediante un adecuado control de la batería y las cargas térmicas el satélite permaneció cinco años en funcionamiento, cumpliendo sobradamente sus objetivos.